# 増田宗太郎
増田 宗太郎（ますだ そうたろう、嘉永2年2月23日（1849年3月17日） - 明治10年（1877年）9月）は、中津藩下士・増田久行の嫡男。母は九州国学の三大家の一人で、平田篤胤直系の弟子である渡辺重名の娘。父は儒学者・福沢百助の妻のいとこ。福沢諭吉とは再従兄弟にあたり、家も近くである。幼名は久米丸。民権結社「共憂社」主宰、西南戦争における中津隊々長。

## 略歴

### 生い立ち
嘉永2年2月23日、中津藩下士・増田久行の嫡男として生まれる。
安政4年（1857年）、渡辺重名の孫で、渡辺重石丸（鉄次郎）が始めた国学塾「道生館」に入門し、平田篤胤派国学を学び、尊王攘夷思想に開眼する。文久2年1863年の第1次長州征伐の中津藩出兵では選考に洩れ、慶応2年（1866年）の第2次長州征伐に際しては、攘夷派長州を討つべきではないとして征長中止を建言しようとしたが、師・重石丸に諫止されて果たせなかった。
慶応4年（1868年）に長州藩脱徒の兵と佐田秀らの草莽隊が、御許山に勤王義挙の旗を立て、花山院を擁して西国郡代を討ち、九州に維新回天の業を進めようとしたものである。中津城下は震動し、宋太郎またもや参加しようとしたが、重石丸に阻止される。直後に長州藩兵によって草莽隊は鎮圧された。明治新新府への恭順を決定した中津藩は出兵し、やがて戊辰戦争に従軍して奥羽にまで転戦したが、この時も宋太郎の従軍は京都までであり、帰郷を命じられた。そしてこの時に、宋太郎は維新政府の攘夷実行の意志に幻滅し、疑念を抱き始める。

### 維新後
明治元年1869年中津藩の尊王攘夷の国学の徒は、攘夷を捨てた薩長が明治天皇を奪うものとして憤慨して天皇奪還を目指して京都還幸の計を進めた。宋太郎もまた、岩田茂穂ら私塾・「道生館」一統をひきいて上京参加せんとしたが、今度は柳田清雄に諫止されて果たせず。明治3年（1870年）には上京して政府の文明開化・開国和親の方針を確認し、増田の幻滅と憎悪は深かったといい、時代の文明開化のリーダーで、いとこの福沢諭吉への不満を募らせた宋太郎は、同志・朝吹英二に福沢暗殺を依頼し、同年の明治3年（1870年）に福澤諭吉帰郷した際、寝込みを襲おうと暗殺を企てた。しかし、福沢邸に乗り込むものの、福澤は来客した服部五郎兵衛と夜通し飲み明かしたためこの計画は失敗し、逆に朝吹・増田共に論吉に心服し、そのまま藩邸の慶應義塾に入学した。明治4年（1871年）に郷里の中津に帰郷して「皇学校」を設立し、闇無浜神社の祀官となる。直後に小幡篤次郎と福澤諭吉の旧藩校・進脩館と統合。次いで島津久光への討薩計画を立てて上京したが、明治6年（1873年）に同志と共に久留米で自首、藩主より半年間の蟄居を命じられた。

### 士族反乱
許されて帰郷した明治7年（1874年）に佐賀の乱が勃発すると、宋太郎は中津士族を統合して数百名を集めて部隊の編成に成功し、江藤新平に合流しようと小倉県の命で佐賀に赴いたが、増田らが到着したとき乱はすでに鎮圧されていた。次いで征台の役が始まると、長崎、鹿児島に情勢をさぐり、帰郷して中津に自由民権運動の結社「共憂社」を設立した。板垣退助が林有造を送って祝したともいわれる。下級士族の没落が進行する中、明治9年（1876年）2月、宋太郎は福澤諭吉を慕って上京し、2度目の慶應義塾に入った。慶應義塾で学んだのち、村上田長によって、『田舎新聞』が創刊されると、編集長を務める。
萩の乱、神風連の乱、秋月の乱の報を聞くと、明治10年（1877年）1月に、増田は鹿児島に桐野利秋を訪ね、京阪にある川村矯一郎ら同志からの土佐蹶起の報を待ち続けたが、ついに3月31日、同志らと共に 蜂起した。中津支庁襲撃、大分県庁襲撃、小国を通って熊本の西郷軍に合流、以後各地に転戦して鹿児島城山まで中津隊は勇名を謳われた。米蔵（現・鹿児島市役所付近）の銃撃戦で戦死した
黒龍会編集の『西南記伝』は宋太郎の最後を戦死と伝え、『郵便報知新聞』記者・犬養毅は捕われて斬首されたと伝えている。

## 著書
- 『増田宋太郎遺稿集』（漢詩集、明治16年）
- 『増田宋太郎歌集』

## エピソード
- 司馬遼太郎も著書『翔ぶが如く』で引用した「1日先生に接すれば1日の愛があり、3日接すれば3日の愛がある」とは増田の言葉である。最後は城山の戦いで戦死したとも捕えられて斬首されたともいう。
- 太平洋戦争中には蘭学者の福沢の評価よりも暗殺しようとした増田の評価が高まり、一時は生家跡地に神社（増田神社）まで建立され、祭神となったという。戦後、評価は元に戻り、現在、増田の生家跡地は小さな公園になっている。